# Parapropalaehoplophorus septentrionalis
Parapropalaehoplophorus septentrionalis was een glyptodont, een verwant van de hedendaagse gordeldieren uit de familie Chlamyphoridae. Het dier, dat leefde tijdens het Midden-Mioceen, ongeveer 18 miljoen jaar geleden, woog zo'n negentig kilogram en later geëvolueerde soorten hadden het formaat van een kleine auto. Fossiele resten van P. septentrionalis werden door John Flynn en Darin Croft, werkzaam bij het New Yorkse American Museum of Natural History, blootgelegd in de woestijn van Chili, een van de hoogst gelegen fossiele vindplaatsen op Aarde.

## Beschrijving
P. septentrionalis had - in tegenstelling tot het huidige gordeldier - een schild van onbeweeglijke platen, vol met kleine harde bobbeltjes. Dat deze dieren later evolueerden tot zeer grote vormen had volgens paleontologen twee redenen; hoe groter het dier was, hoe moeilijker het was om het om te gooien en zo de kwetsbare, onbeschermde buik bloot te leggen én een grotere lichaamsmassa onder het schild zou het dier warm gehouden hebben tijdens klimaatveranderingen naar koudere temperaturen. De glyptodont moet op ongeveer een kilometer hoogte op open Zuid-Amerikaanse savannes geleefd hebben. Tijdens het Mioceen en Plioceen werd dit gebied geleidelijk opgeheven om de tegenwoordige Andes te vormen. Dit werd geconcludeerd op basis van het vóórkomen van plantenfossielen en enkele honderden andere zoogdieren, zoals knaagdieren, voorlopers van de opossums en andere glyptodonten die tezamen met P. septentrionalis gevonden werden.
De bevindingen van de wetenschappers werden samengevat in een nog te verschijnen publicatie in het vaktijdschrift Journal of Vertebrate Paleontology.